# Berry van Aerle
Hubertus Aegidius Hermanus "Berry" van Aerle, född 8 december 1962 i Helmond, Nederländerna, fotbollsspelare.
Högerback eller högermittfältare i PSV Eindhoven och nederländska landslaget under 1980-talet. Han gjorde ligadebut för PSV i maj 1982 och kom att spela 278 ligamatcher för klubben fram till 1994, då han avslutade karriären med en säsong i Helmond Sport i den holländska andradivisionen. Säsongen 1986/87 var han utlånad till belgiska Antwerp FC. Med PSV blev van Aerle ligamästare 1986, 1988, 1989, 1991 och 1992 samt Europacupvinnare 1988.
Med holländska landslaget spelade van Aerle 35 landskamper mellan 1987 och 1992. Han var med om att bli Europamästare 1988 och deltog även i VM 1990 samt EM 1992.